# Vanderbilt Commodores

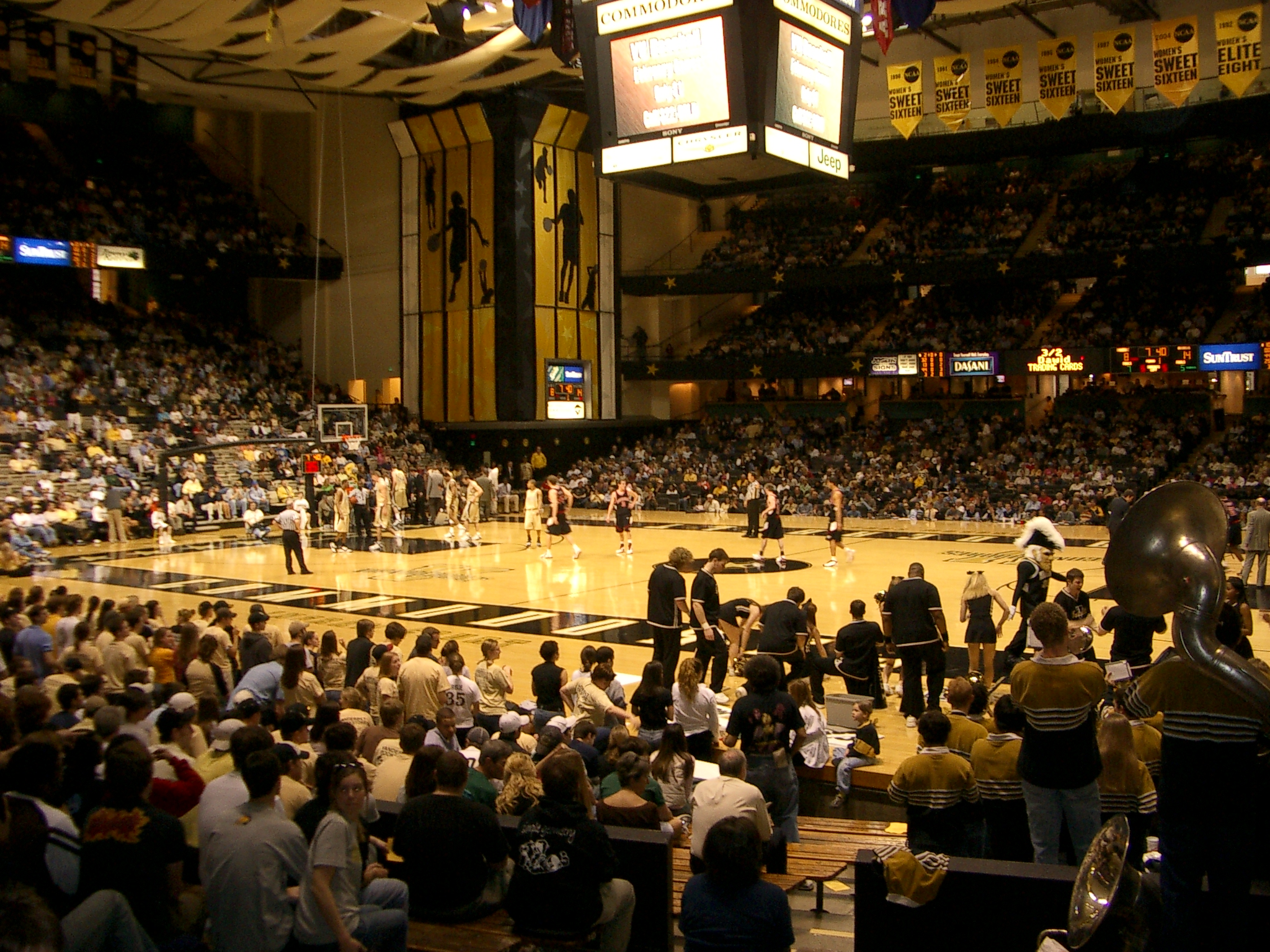
Memorial Gymnasium

Vanderbilt Commodores (en español: Comodoros de Vanderbilt) es el nombre del conjunto de equipos deportivos pertenecientes a la Universidad de Vanderbilt, situada en Nashville, en el estado de Tennessee. Los equipos de los Commodores participan en las competiciones universitarias organizadas por la NCAA, además de formar parte de la Southeastern Conference.
Los Vanderbilt Commodores están conformados por 16 equipos, seis de ellos de varones y diez de ellos de mujeres. El rival más tradicional de la Universidad de Vanderbilt es el de la The University of Tennessee. Los equipos de Vanderbilt han alcanzado el éxito deportivo en años recientes, siendo el de 2016-2017 el más exitoso en la historia de la Universidad.
Las instalaciones deportivas de la universidad son las siguientes: el Estadio de Vanderbilt, que cuenta con una capacidad de 40,000 espectadores; Memorial Gymnasium, con una capacidad de 14,326 espectadores; Hawkins Field, con una capacidad para más de 3,700 espectadores; y otras instalaciones menores como el Vanderbilt Soccer/Lacrosse Complex, el Brownlee O. Currey, Jr. Tennis Center, y el Vanderbilt Legends Club of Tennessee. Los Commodores compiten en las siguientes modalidades deportivas:
| Masculinos - Baloncesto - Cross - Golf - Fútbol americano - Béisbol - Tenis | Femeninos - Baloncesto - Fútbol - Tenis - Golf - Atletismo (también en pista cubierta) - Natación - Cross - Lacrosse - Bowling |

## Origen del apodo

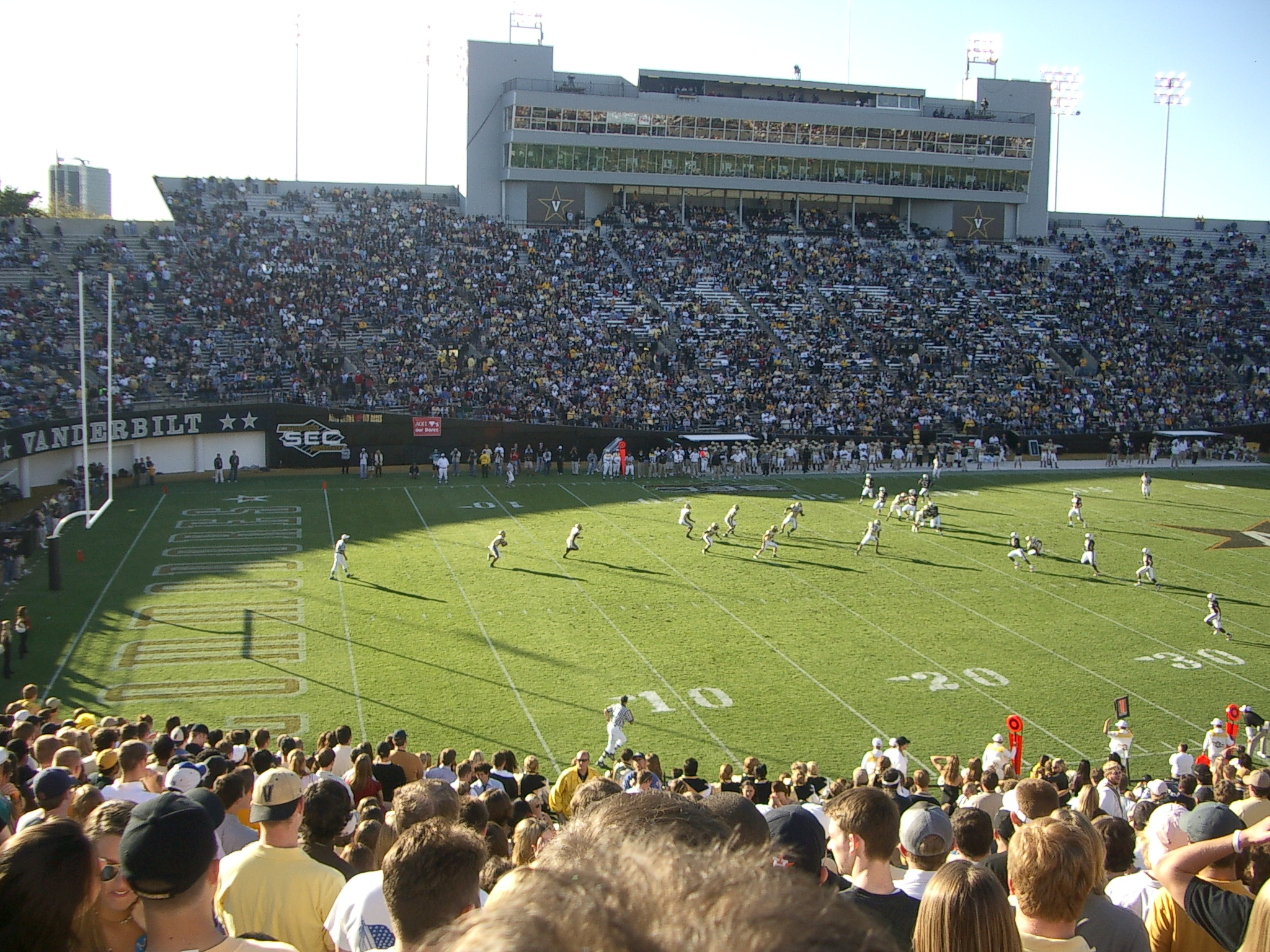
FirstBank Stadium

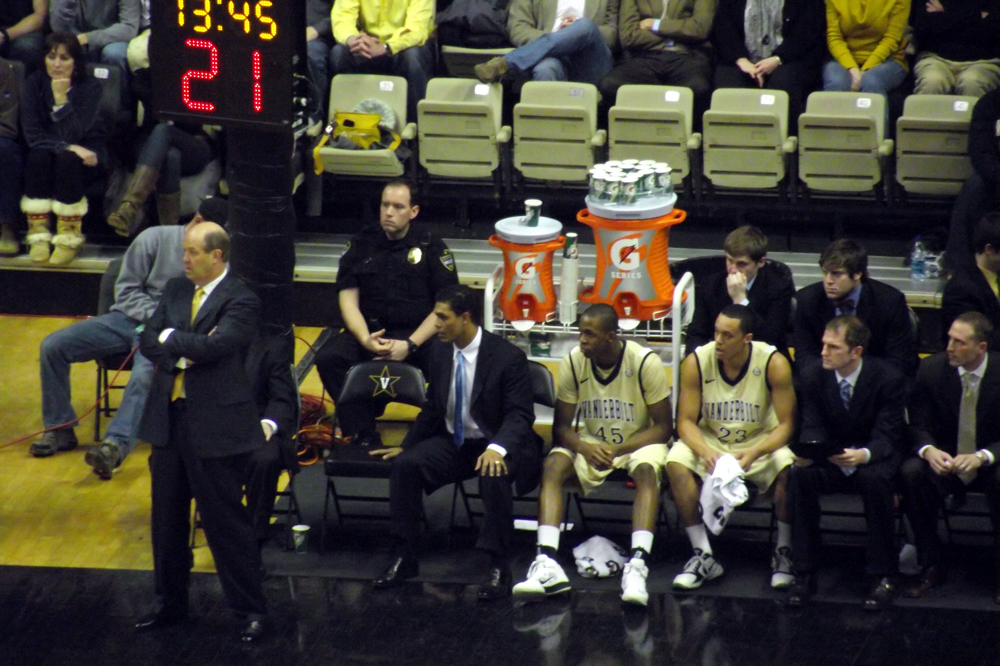
Equipo de baloncesto de la Universidad Vanderbilt en 2011

Tanto el nombre de la universidad como el apodo que reciben sus atletas se debe a Cornelius Vanderbilt, filántropo norteamericano conocido, en vida y tras su muerte, como el Comodoro. Vanderbilt fue un empresario estadounidense que amasó su fortuna gracias al transporte mediante barcos y ferrocarriles. El apodo es a veces reducido a Dores. La mascota del equipo luce, desde 1880, un traje de la marina. El traje de la mascota se compone de patillas extendidas de marinero, un alfanje (espada de hoja ancha y curva, con filo en un solo lado) y un traje naval propio del siglo XIX.
El cántico oficial para el apoyo de los equipos de Vanderbilt es el de "Go Dores!". Los colores del equipo son el negro y el dorado, los mismos que fueron establecidos a fines del siglo XIX.

## Deportes

### Baloncesto
El primer partido de baloncesto de la Universidad de Vanderbilt se disputó en 1893, aunque su incorporación oficial a la competición universitaria no se produjo hasta 1900. Desde entonces, han ganado 3 títulos de conferencia , en 1965, 1974 y 1993, y han llegado en 9 ocasiones a la fase final de la NCAA, cayendo una vez en cuartos de final (1965), y 5 veces en octavos.

#### Jugadores de Vanderbilt que llegaron a jugar en laNBA/ABA[1]
| - John Amaechi (1995-2002) - Charlie Davis (1982-1989) - Festus Ezeli (2012–) - Butch Feher (1976-1976) - Rod Freeman (1973-1973) - Matt Freije (2004-2006) - Tom Hagan (1969-1970) - John Jenkins (2012–) - Willie Jones (1982-1983) - Frank Kornet (1989-1990) - Jim Lampley (1986-1986) |  | - Dan Langhi (2000-2003) - Clyde Lee (1966-1975) - Bill Ligon (1974-1974) - Matt Maloney (1996-2002) - Will Perdue (1988-2000) - Connie Rea (1953-1953) - Roger Schurig (1967-1967) - Jeffery Taylor (2012–2015) - Jeff Turner (1984-1995) - Jan van Breda Kolff (1974-1982) - Bobby Warren (1968-1975) |

### Fútbol americano

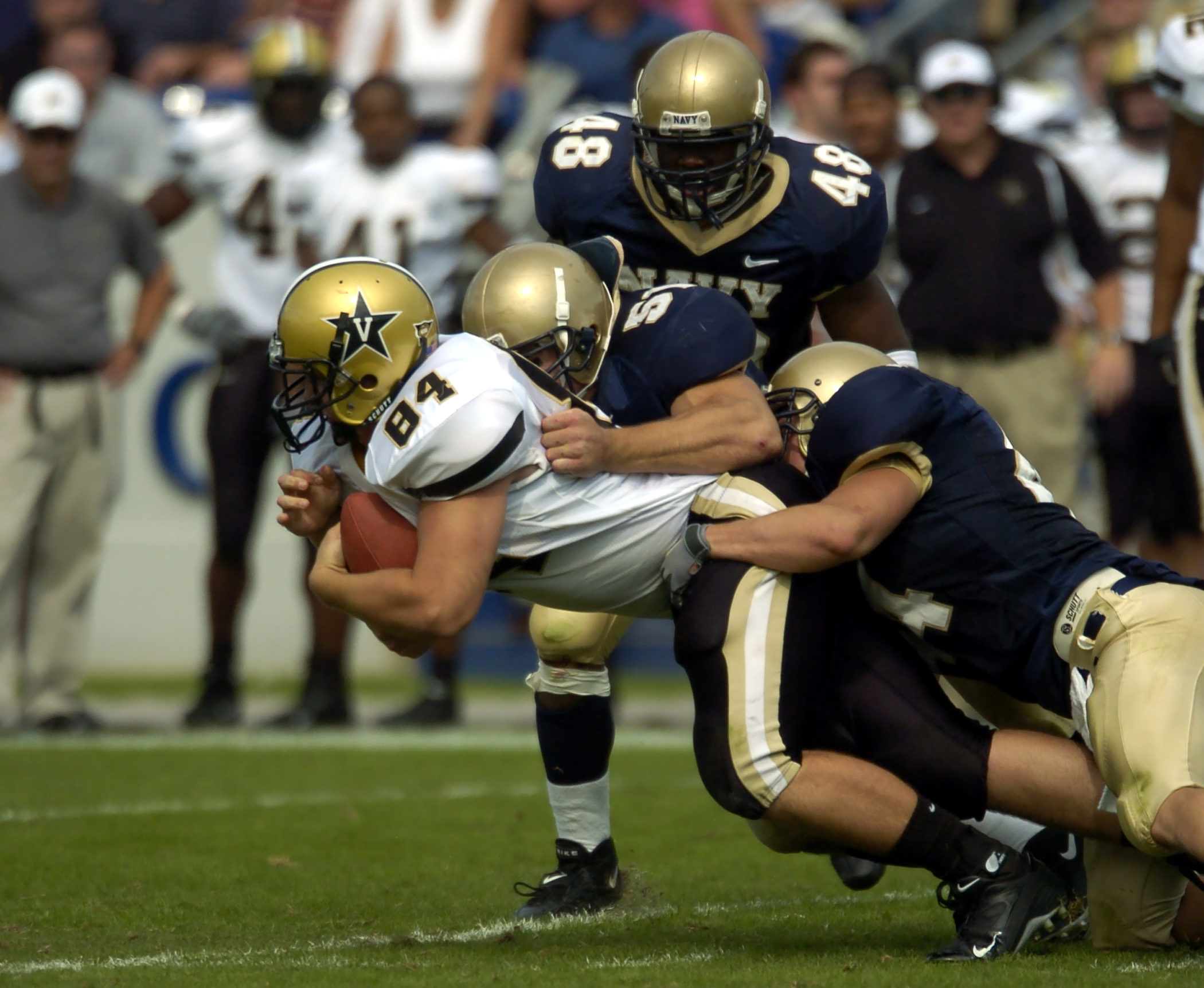
Un partido de fútbol americano de los Vanderbilt Commodores

El equipo de fútbol americano fue creado en 1890. Comenzó formando parte de la Southern Intercollegiate Athletic Association, donde el equipo de Vanderbilt ganó 11 títulos de la conferencia. Más tarde pasó a la Southern Conference, donde ganaron otros dos títulos más. Se le atribuyen, adicionalmente, 2 campeonatos nacionales, correspondientes a los años de 1906 y 1911, pero dada la compleja organización del fútbol americano universitario a comienzos de siglo, ninguno de los dos títulos tiene carácter oficial.
Los Vanderbilt Commodores han participado en 3 partidos bowl, ganando uno, empatando otro y perdiendo el restante. Varios de los jugadores del equipo universitario luego han pasado al fútbol profesional en los Estados Unidos. El más notable en años recientes es Jay Cutler, jugador seleccionado en el NFL draft del 2006 que luego pasó a jugar por los Denver Broncos, ganadores de tres bowls en su historia.
El récord total del equipo de fútbol americano de la Universidad de Vanderbilt es el de 600 victorias –613 derrotas –50 empates.